# Тастак (Цілиноградський район)
Таста́к (каз. Тастақ) — станційне селище у складі Цілиноградського району Акмолинської області Казахстану. Входить до складу Тастинського сільського округу.
Населення — 271 особа (2021; 415 у 2009, 379 у 1999, 317 у 1989).
Національний склад станом на 1989 рік:
- казахи — 29 %;
- росіяни — 29 %.